# 小林俊之
小林 俊之（こばやし としゆき、1953年 - ）は、北海道出身のジャーナリスト。事件を起こした死刑囚との手紙のやりとりや緻密な事件取材で知られる。

## 来歴
30歳を機に脱サラし、週刊誌記者となる。写真週刊誌全盛期のフライデー（講談社）で活躍。精力的に殺人事件を中心に取材・執筆する他、1948年に発生した帝銀事件の被疑者である平沢貞通の再審請求活動に長年関わっている。

## 著書
- 「前略、殺人者たち 週刊誌事件記者の取材ノート」（ミリオン出版）ISBN 	9784813022640。